# ريدلر
ريدلر أسمه الحقيقي إدوارد نيغما هو أحد أعداء بطل روايات الكومكس باتمان. يرتدي بزة خضراء اللون مليئة بعلامات الاستفهام. كان عالم عبقري ولكنه فقد عقله. يحب أن يستخدم الألغاز في إعطاء دليل عن أماكن جرائمه القادمة.